# Филлирея
Филлирея, или Филирея (лат. Phillyrea) — род древесных растений семейства Маслиновые (Oleaceae).

## Таксономия
Род Филлирея включает 2 вида:
- Phillyrea angustifolia L. — Филлирея узколистная
- Phillyrea latifolia L. typus — Филлирея широколистная